# Rajzolatok
A Rajzolatok irodalmi divatlap volt a 19. században, a reformkorban. Teljes címe: Rajzolatok a társasélet- és divatvilágból. 1835-től 1839-ig Pesten, hetenként kétszer, nyolc oldalon jelent meg; szerkesztője és kiadója Munkácsy János volt. Előbb a budai Egyetemi Nyomda, 1837-től Füskuti Landerer, utóbb pedig Gyurián és Bagó nyomtatta. A többségében még német nyelvű Pesten készített lap kevés, mintegy 500–650 előfizetőt tudott gyűjteni, emiatt állandó anyagi problémákkal küszködött.

## Története, jellemzői
Az 1833-ban indult Regélő-Honművész után ez volt a második hazai divatlapunk. Bár divatképeket is hozott, mégsem igazi divatlap volt. Az irodalmi divatlap jellegzetes hazai laptípus, mely a reformkorban keletkezett és elsősorban a női közönséget igyekezett megnyerni. A Rajzolatok a pesti társasélet eseményeiről tájékoztatta olvasóit, de sok verset, elbeszélést, művészeti cikket is közölt; hírek, külföldi tudósítások, úti levelek, ismeretterjesztő közlemények, divattudósítások, bírálatok, tréfák váltakoztak lapjain. 
Munkácsy János szerkesztő mindig tehetséges segédszerkesztőt választott maga mellé. Az első segédszerkesztő, Csató Pál színvonalas lapot igyekezett kialakítani, de hamarosan távozott. Helyét 1836-ban az akkor még kezdő újságíró, Nagy Ignác foglalta el, aki főként a szórakoztatást tekintette céljának. Őt 1837-ben Garay János váltotta, a következő évben pedig a társadalmi kérdések iránt fogékony Kelmenfy László lett a segédszerkesztő. Irányításával több irodalmi anyagot, például Karacs Teréz, Neÿ Ferenc írásait és színi bírálatokat közölt a lap. Az ekkor induló Athenaeum és a reformkori „triász” (Bajza József, Toldy Ferenc és Vörösmarty Mihály) elleni támadások azonban a Rajzolatokban közreműködő írókat elidegenítették. 
Munkácsy János minden eszközzel megpróbálta fenntartani lapját, mely 1839 második felétől Budapesti Rajzolatok, politikai, és közhasznú ismereteket terjesztő lapok néven politikai hírlapként jelent meg, majd 1840-ben helyébe lépett a Sürgöny című lap. Munkácsy betegsége miatt végül lemondott lapengedélyéről és 1841-ben meghalt.
A Rajzolatok a maga korában jelentős orgánum volt, amit jól mutat Kazinczy Gábor véleménye 1837-ből: „… egyetlen belletristicai lapunk, melynek kissé korszerűbb, szabadabb iránya van; nem mondom, hogy hibátlan, de szabad [Kazinczy húzta alá a szót!], s a legrosszabb szabadság többet ér a legcsillogóbb csúszkálásnál.”